# Namacus annulicornis
Namacus annulicornis är en insektsart som beskrevs av Barber 1928. Namacus annulicornis ingår i släktet Namacus och familjen bredkantskinnbaggar. Inga underarter finns listade i Catalogue of Life.